# Anna Warakomska
Anna Warakomska (ur. 3 września 1992 w Suwałkach) – polska szachistka, arcymistrzyni od 2020 roku.

## Kariera szachowa
Od najmłodszych lat osiągała sukcesy w turniejach z cyklu mistrzostw Polski juniorek. W 2002 r. zdobyła w Kołobrzegu tytuł wicemistrzyni kraju do lat 10. W 2004 r. otrzymała w Kołobrzegu srebrny medal w kategorii do lat 12, natomiast w 2006 w Bęsi – brązowy w grupie do lat 14. Trzykrotnie stawała na podium mistrzostw kraju w szachach szybkich: 2004 (do lat 12, II m.), 2005 (do lat 14, I m.) i 2006 (do lat 14, I m.). W 2006 r. zajęła w Hercegu Novim IV m. na mistrzostwach Europy do lat 14. W 2008 r. osiągnęła największy sukces w dotychczasowej karierze, zdobywając w Krakowie brązowy medal mistrzostw Polski kobiet. W tym samym roku zdobyła w Łebie brązowy medal mistrzostw kraju do lat 16. W 2009 r. triumfowała w mistrzostwach Polski do lat 18, a w następnym roku w tej samej kategorii zdobyła w Karpaczu medal srebrny. W 2014 r. uzyskała w Bydgoszczy brązowy medal mistrzostw Polski w szachach błyskawicznych. W 2016 r. zdobyła w Abu Zabi brązowy medal w akademickich mistrzostwach świata kobiet. W 2018 r. reprezentowała Polskę na 43. Olimpiadzie Szachowej w Batumi.
Najwyższy ranking w dotychczasowej karierze osiągnęła 1 października 2016 r.; z wynikiem 2365 punktów zajmowała wówczas 6. miejsce wśród polskich szachistek.

## Życie prywatne
Starszy brat Anny Warakomskiej, Tomasz, jest również znanym szachistą.
W dniach 11-18 sierpnia 2017 r., jako dyrektor turnieju po raz pierwszy zorganizowała wraz z rodziną I Memoriał im. Ireny Warakomskiej (mamy Tomasza i Anny)